# 交響曲第24番 (モーツァルト)
交響曲第24番 変ロ長調 K. 182 (173dA) は、ヴォルフガング・アマデウス・モーツァルトが作曲した交響曲。

## 概要
1773年にザルツブルクで作曲された。完成された日付(10月3日)から次作第25番と並行して作曲されたと推測される。
イタリア旅行を終えた直後に作曲された一連の交響曲(4曲)と同じく、イタリア式交響曲のスタイルで3楽章制をとり、全4曲とほぼ酷似している。

## 楽器編成
オーボエ2(第2楽章で2本ともフルートへ持ち替え)、ホルン2、弦五部

## 構成
全3楽章の構成で、演奏時間は約9分。
- 第1楽章 アレグロ・スピリトーソ
変ロ長調、4分の4拍子、ソナタ形式。

祝祭的な楽想で、イタリアの作風が反映している。

- 第2楽章 アンダンティーノ・グラツィオーソ
変ホ長調、4分の2拍子。
パストラール風の緩徐楽章。

- 第3楽章 アレグロ
変ロ長調、8分の3拍子、ロンド形式。